# Cyanocobalamin
Cyanocobalamin là một dạng vitamin B
12 được sản xuất  để điều trị chứng thiếu vitamin B12. Điều này có thể xảy ra trong bệnh thiếu máu ác tính, sau khi phẫu thuật cắt bỏ dạ dày, với sán dây cá hoặc do ung thư ruột. Nó ít được ưa thích hơn hydroxocobalamin. Nó được sử dụng bằng miệng, bằng cách tiêm bắp thịt hoặc dưới dạng xịt mũi.
Cyanocobalamin thường được dung nạp tốt. Tác dụng phụ nhỏ có thể bao gồm tiêu chảy và ngứa. Tác dụng phụ nghiêm trọng có thể bao gồm sốc phản vệ, kali máu thấp và suy tim. Không nên sử dụng ở những người bị dị ứng với coban hoặc mắc bệnh Leber. Vitamin B
12 là một chất dinh dưỡng thiết yếu có nghĩa là nó không thể được tạo ra bởi cơ thể nhưng cần thiết cho cuộc sống.
Cyanocobalamin được sản xuất lần đầu tiên vào những năm 1940. Nó có sẵn như là một loại thuốc chung và không cần kê đơn. Tại Vương quốc Anh, NHS tốn khoảng 2,90 bảng mỗi lần tiêm vào năm 2019. Tại Hoa Kỳ, chi phí bán buôn của số thuốc này là khoảng 0,77 đô la Mỹ. Năm 2016, đây là loại thuốc được kê đơn nhiều thứ 137 tại Hoa Kỳ với hơn 4 triệu đơn thuốc.

## Sử dụng y tế
Cyanocobalamin thường được kê toa sau khi phẫu thuật cắt bỏ một phần hoặc toàn bộ dạ dày hoặc ruột để đảm bảo đủ lượng vitamin B
12 trong huyết thanh. Nó cũng được sử dụng để điều trị thiếu máu ác tính,  thiếu vitamin B
12 (do ăn ít từ thực phẩm), nhiễm độc giáp, xuất huyết, bệnh gan và bệnh thận. Tiêm cyanocobalamin thường được chỉ định cho bệnh nhân cắt dạ dày một phần ruột non, gây khó khăn có được B
12 thông qua thực phẩm hoặc vitamin. Cyanocobamide cũng được sử dụng để thực hiện thử nghiệm Schilling để kiểm tra khả năng hấp thụ vitamin B
12. 